# Metalofone
Metalofone é o nome genérico para vários instrumentos musicais, mais precisamente idiofones percutidos, que consistem de um xilofone com várias lâminas de metal dispostas cromaticamente. Entre os instrumentos que se podem considerar como metalofones temos o metalofone (propriamente dito), o vibrafone, a celesta, o glockenspiel etc.
O metalofone propriamente dito é um instrumento com lâminas feitas de metal, dispostas como as teclas de um piano, com ou sem ressoadores, e com um abafador de pedal. As baquetas em geral apresentam cabeças duras em madeira, borracha ou metal, conforme o efeito desejado. A sua extensão geralmente é de três oitavas, de Fá1 a Fá4.